# Patra Au
Pour les articles homonymes, voir Au.
Patra Au (aussi Patra Au Ga Man), née en 1953, est une actrice hongkongaise. 
Elle a remporté le prix de la « Meilleure actrice dans un second rôle » aux 39e Hong Kong Film Awards en 2020 pour Un printemps à Hong Kong.

## Biographie
Ou Jiawen est née et a grandi à Hong Kong et sa maison ancestrale est dans le district de Zengcheng, ville de Guangzhou, province du Guangdong. Elle est diplômée de l'Université du Missouri aux États-Unis et a obtenu un diplôme en éducation de l'Université de Hong Kong. Elle était actrice à plein temps au Hong Kong Repertory Theatre. Au Jiawen, qui a remporté de nombreux prix, n'a pas étudié le théâtre et n'avait aucune formation professionnelle en théâtre. Elle a passé dès le début l'examen du Hong Kong Repertory Theatre, suggéré par ses étudiants. Elle enseigne l'anglais à l'école et n'est pas rigide. Elle utilise de nombreuses pièces de théâtre courtes pour enseigner l'anglais aux élèves. Elle a des expressions riches et a pleinement démontré son talent dramatique, alors les élèves lui ont suggéré de passer l'examen pour la troupe de théâtre. Dans le même temps, Ou Jiawen a gagné le soutien de son père en rejoignant la troupe de théâtre, ce qui a rendu Ou Jiawen plus sereine. 
Elle a remporté le prix de la « Meilleure actrice (comédie/farce) » aux 3e Hong Kong Drama Awards (en) pour la production de Zhongtian de « Sally Is Flying », et a remporté les 9e Hong Kong Drama Awards pour Swordsman du Spring Stage et Pink Angel au Theatre Space et "Meilleure actrice (tragédie/drame)" aux 17e Hong Kong Drama Awards (en). Ses performances récentes incluent "All My Children" de la Hong Kong Drama Society, "The Yangtze River" du Hong Kong Repertory Theatre, "Eight Beauties" et "Old Dou" au Theatre Space, etc.
Elle travaille actuellement comme professeur d'anglais,,,.

## Filmographie partielle

### Au cinéma
- 2002 : Par avion  (court métrage)
- 2019 : Un printemps à Hong-Kong : Ching  (comme Patra Au Ga Man)
- 2022 :  Zhai lu wei chen : Ying
- 2024 : All Shall Be Well : Angie Wang

## Récompenses et distinctions
| Année | Remise des prix                                                 | Prix                                  | Film                     | Rôle       | résultat   |
| ----- | --------------------------------------------------------------- | ------------------------------------- | ------------------------ | ---------- | ---------- |
| 2019  | 56e Golden Horse Awards                                         | Meilleure actrice dans un second rôle | Un printemps à Hong Kong |            | Nomination |
| 2020  | 39e Prix du film de Hong Kong                                   | Meilleur nouvel acteur                | Un printemps à Hong Kong | Nomination |            |
| 2020  | 39e Prix du film de Hong Kong                                   | Meilleure actrice dans un second rôle | Un printemps à Hong Kong | Lauréat    |            |
| 2020  | Hong Kong Film Awards « Je soutiens les choix populaires » 2020 | nouvel acteur le plus solidaire       | Un printemps à Hong Kong | Nomination |            |
| 2020  | Hong Kong Film Awards « Je soutiens les choix populaires » 2020 | Actrice la plus secondaire            | Un printemps à Hong Kong | Nomination |            |
| 2020  | 14e Prix du cinéma asiatique                                    | Meilleure actrice dans un second rôle | Un printemps à Hong Kong | Nomination |            |
| 2023  | 41e Prix du cinéma de Hong Kong                                 | Meilleure actrice dans un second rôle | The Narrow Road          | Huang Ying | Nomination |